# 索迪斯
索迪斯（Sodexo，原名Sodexho Alliance）是一家法國餐飲服務和設備管理公司，總部位於巴黎郊區的伊西莱穆利诺。它世界上最大的餐飲服務公司之一，2019年名列世界五百強第466位。
除去給學校、醫院等一般民用設施提供服務外，它也通过子公司“Sodexo Justice Services”為8個國家的100多所監獄提供服務。

## 歷史
該公司由皮埃爾·貝龍成立於1966年，當時叫做酒店服務公司（Société d'Exploitation Hotelière），為公司、學校和醫院的飯店提供餐飲服務。2002年，它在紐約證券交易所上市，2007年退市。
2021年9月14日，索迪斯收購法國初創公司 Wedoogift 的多數股權。 Wedoogift 是一家數字原生播放器，為公司、工作委員會和公共組織提供完全非物質化的解決方案和 SaaS 軟件。通過此次收購，索迪斯（OTCPK：SDXOF）將成為法國禮券市場的領先者。

## 外部連接
- 官方网站